# سلسله سوم اور
سلسه سوم اور که همچنین به آن امپراتوری نو سومری نیز می‌گویند اشاره به سلسسله پادشاهان سومری شهر اور و حکومتی سیاسی و با دوام تاریخی صدساله قرن ۲۲م قبل از میلاد تا قرن ۲۱ پیش از میلاد دارد که بعضی از تاریخدانان بر این باورند که امپراتوری در حال شکل‌گیری و شکوفا شدن بوده. شخصی به نام اورنامو سلسله سوم اور را تشکیل داد که با پنج پادشاه، بیش از یکصد سال دوام آورد. به‌طور خلاصه در منابع غربی به این سلسله با سروازه Ur III اشاره می‌شود.
در حدود ۲٬۰۹۴ تا ۲٬۰۴۷ پیش از میلاد ایلام توسط شولگی پادشاه دوم سلسله سوم اور تسخیر گردید. همچنین در سال ۲٬۰۰۴ پیش از میلاد سلسله سوم اور توسط ایلام واژگون می‌شود.